# Orosz Birodalom

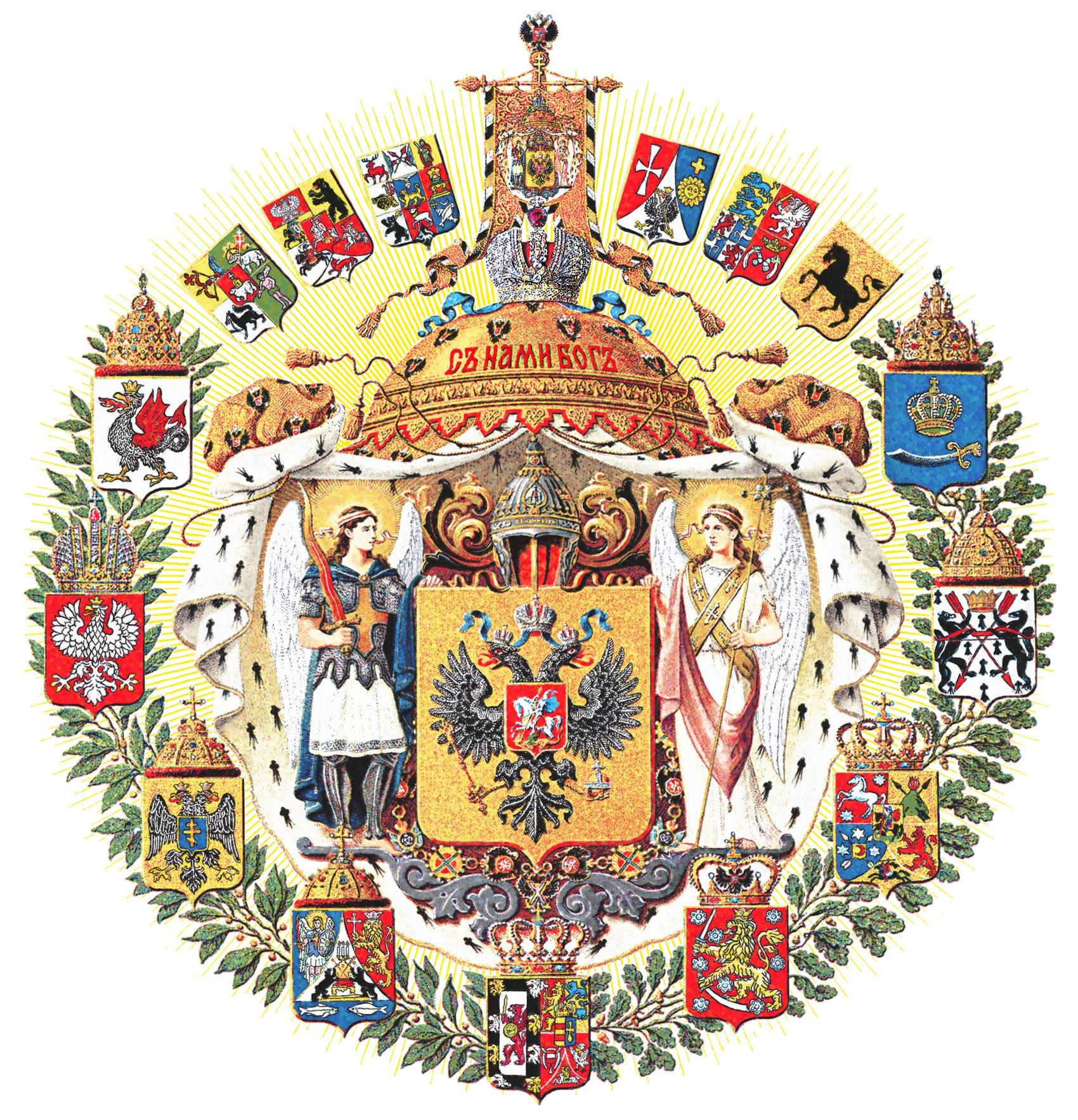
Az Orosz Birodalom nagycímere

Orosz Birodalom (oroszul: Российская империя, magyaros átírásban: Rosszijszkaja imperija) Oroszország hivatalos elnevezése 1721. november 2. és 1917. szeptember 14. között. Fővárosa Szentpétervár (oroszul: Санкт-Петербург, magyar átírásban: Szankt-Petyerburg) volt. Az állam fejét hivatalosan császárnak (imperator) hívták, ugyanakkor mind otthon, mind külföldön többnyire cárként emlegették.

## Orosz Birodalom
Az Orosz Birodalom elnevezés Nagy Pétertől ered, aki 1721-ben pár hónappal a nystadi béke megkötését követően imperátorrá (császárrá) nevezte ki magát, és egyidejűleg átkeresztelte Oroszországot. Az orosz uralkodók hivatalos címe ekkortól kezdve az egész Oroszország császára (Императоръ Всероссийский – Imperator Vszerosszijszkij), illetve egész Oroszország császárnője (Императрица Всероссийская – Imperatrica Vszerosszijszkaja) lett.
A Birodalom területe a 19. század végén, 22,8 millió km², lakossága 128,2 millió fő volt (az 1897-es népszámlálás adatai szerint).
Az Orosz Birodalomban több mint 100 nemzetiség élt, és a lakosság 43%-a volt orosz anyanyelvű. Az Orosz Birodalom fénykorában közigazgatásilag 81 kormányzóságra és 20 önálló területre oszlott. A birodalomban 931 város volt.
Az Orosz Birodalomhoz tartozott a Baltikum, Ukrajna, Fehéroroszország, Lengyelország nagy része (Lengyel Királyság), Besszarábia, a kaukázusi államok, Finnország, a Kaukázuson túli területek, Kazahsztán, Közép-Ázsia, Szibéria, Alaszka.
Az Orosz Birodalom örökletes monarchia volt, élén a teljhatalommal rendelkező uralkodóval, az imperátorral (Romanov-ház). Az államegyház az orosz ortodox egyház volt, ennek élén a Szent Szinódus közvetítésével szintén az imperátor állt.

## I. (Nagy) Péter
1725. február 8-án halt meg Szentpéterváron I. (Nagy) Péter orosz cár, az orosz történelem egyik legnagyobb formátumú, egyben legvitatottabb alakja.
1672. június 9-én Moszkvában született, Alekszej cár második, Natalja Nariskinával kötött házasságából. Apja halálakor négyéves volt, féltestvéreitől eltérően egészséges és eszes. A cári trónt féltestvére, a betegeskedő Fjodor foglalta el. Az ő 1682-ben bekövetkezett halála után Péter és Fjodor testvére, a gyengeelméjű Iván társuralkodó lett, melléjük Iván 25 éves nővérét, az okos és befolyásos Szofját nevezték ki régensnek. Péter a Moszkva melletti Preobrazsenszkoje faluban nőtt fel, neveltetésével nem törődtek. Péter 17 évesen feleségül vette Jevdokija Lopuhinát, akire hamarosan ráunt, és kolostorba küldte. Az 1689-es sztreleclázadás alkalmával sikerült eltávolítania, majd kolostorba záratnia Szofját.
A társuralkodó Iván 1696-ban meghalt, Péter egy évvel később 250 fős küldöttséggel Nyugatra indult az európai országok gazdaságának és kultúrájának tanulmányozására. Pjotr Mihajlov álnéven hajóácsként dolgozott Hollandiában és Angliában. Hazájába a cári testőrök, a sztrelecek újabb lázadásának hírére tért vissza, és rendkívüli kegyetlenséggel számolt le a sztrelecezredekkel.
Péter uralkodásának kezdetén Oroszország elmaradottnak számított, így a cár célja az lett, hogy a birodalmat a nyugat-európai országokhoz hasonló fejlettségi szintre hozza. Az élet minden területére kiterjedő reformok egész sorát vezette be, megtörve a bojárok és az ortodox egyház ellenállását, kíméletlenül megbüntetve az elképzeléseivel egyet nem értőket. Naptárreformja szimbolikus jelentőségű: 1700-tól Oroszországban már nem a világ keletkezését, hanem Krisztus születését tekintették az időszámítás kezdetének, az új év pedig január 1-jén kezdődött, nem pedig szeptember 1-jén. Péter azonban az Európában elterjedt Gergely-naptár helyett a julián naptárt vezette be. Újjászervezte a közigazgatást, a bíráskodást, 1711-ben megszüntette a bojárdumát, és létrehozta a kilenctagú Szenátust. Kilenc, a felépítésükben és működésükben a minisztériumokhoz hasonló intézményt állított fel, ami lehetővé tette a közigazgatási területek szétválasztását. Az országot kormányzóságokra osztotta, a hadsereg egységeit a birodalom különböző városaiban található helyőrségekbe vezényelte.
Nyugati mintára szervezett reguláris szárazföldi hadsereget hozott létre, katonai és haditengerészeti iskolákat alapított, megszervezte a balti flottát. Intézkedéseivel megerősítette a földbirtokos nemesség anyagi helyzetét, ugyanakkor végképp elvesztette minden befolyását a bojárság. 1703-ban a Néva folyó torkolatánál parancsára új várost kezdtek építeni, amely Szentpétervár néven 1712-ben az Orosz Birodalom fővárosa lett. Alekszej cárevics, Péter 27 éves fia ellenezte a reformokat és mind ellenségesebbé vált apjával szemben. Péter válaszút elé állította: vagy jobb belátásra tér, vagy kolostorba vonulva lemond a trónörökösi címről. Alekszej cárevics VI. Károly német-római császárhoz menekült, a cári diplomácia azonban rávette a hazatérésre. Otthon felségárulással vádolták, megkínozták és halálra ítélték, de kivégezni már nem tudták: a cárevics az elszenvedett testi és lelki szenvedések következtében 1718. július 7-én meghalt.
Péter már 1696-ban megpróbálta tengeri kikötőhöz juttatni az országot, amikor elfoglalta Azov kikötőjét. Mivel az 1700-ban aláírt konstantinápolyi békeszerződés értelmében az oroszok nem kaptak hajózási jogot a Fekete-tengerre, Péter figyelme a Balti-tenger felé fordult. A svédek ellen 1700-tól háborúzott, 1704-ben elfoglalta Narvát, 1709-ben Poltavát, a fiatal orosz flotta az ő parancsnoksága alatt aratta első győzelmét a svéd hajóhadon a Hanko-félszigetnél. Az 1721-ben aláírt nystadi béke értelmében a Balti-tenger keleti partvidéke orosz kézre került, a szenátus ezután a „minden oroszok imperátora” címet adományozta a cárnak.

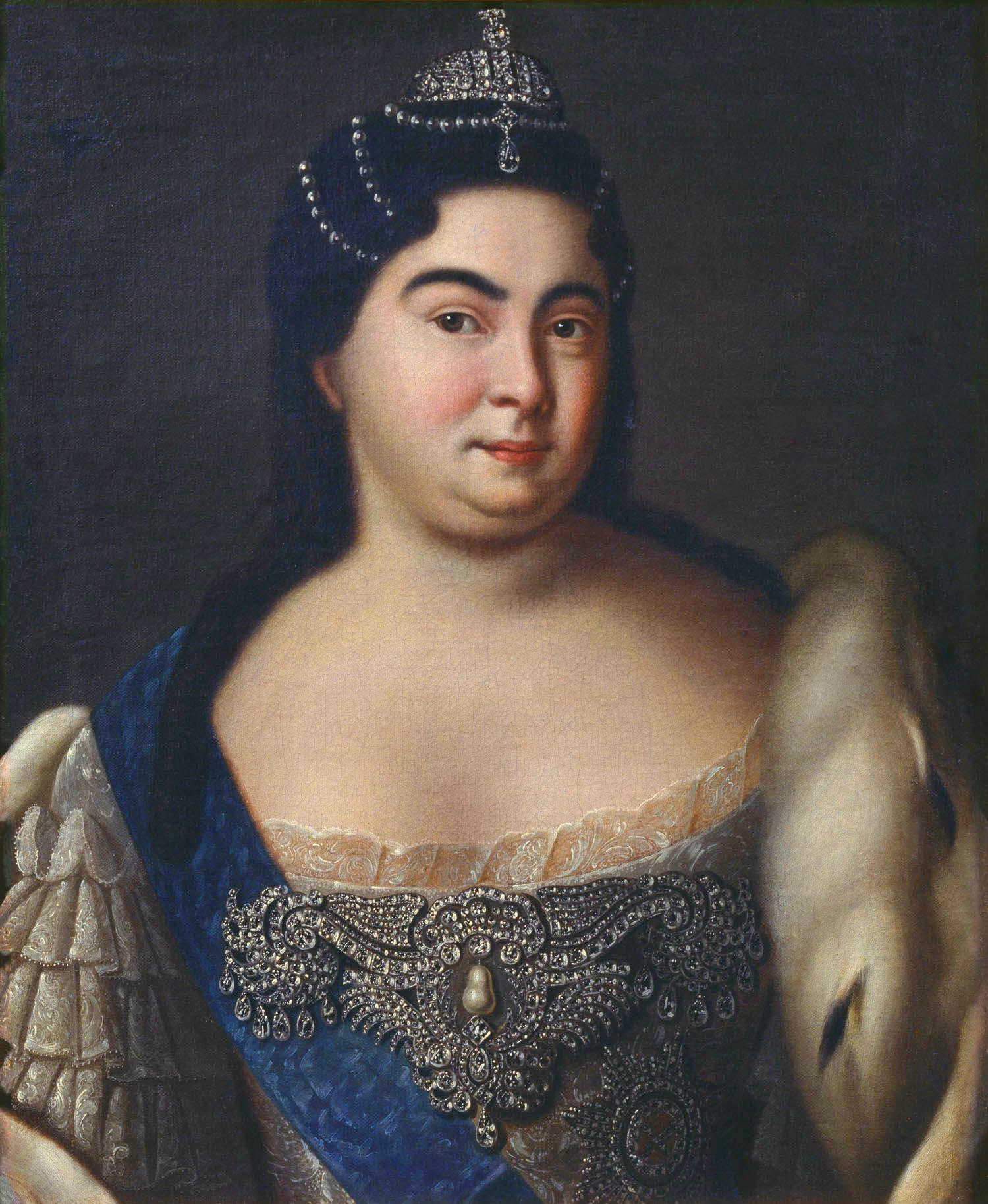
I. Katalin cárnő

1710-ben az Oszmán Birodalom hadat üzent Péter cárnak. A hadjárat nem hozott sikert az oroszoknak, a törökök az 1713-ban, Edirnében aláírt békeszerződés szerint Azov átengedése ellenében engedélyezték a cári csapatok szabad elvonulását. Péter utolsó hadjáratát Közép-Ázsia és a Kaszpi-tenger térsége ellen indította: 1722-ben megtámadta Perzsiát,  és megszerezte a Kaszpi-tenger nyugati és déli partvidékét. Egészsége, amelyet amúgy is aláásott a feszített tempójú munka és a kíméletlen életmód, a táborozás során végzetesen megrendült. 1724 őszén meghűlt, télen állapota súlyosbodott, és 1725. február 8-án Szentpéterváron meghalt.
Halálakor az orosz birodalom a fehér-tengeri Arhangelszktől a Kaszpi-tengeri Mázanderánig, a Balti-tengertől a Csendes-óceánig terjedt. A trónon özvegye, Marta Szkavronszkaja követte I. Katalin néven. Nagy Péter személye, uralkodása nemcsak kora társadalmát, hanem az utókort is megosztotta. Mitikussá nőtt alakjában egyesek az Antikrisztust vélték felismerni, mások az erőszakos nyugatosítás miatt benne látták a nagy államépítőt, a leghaladóbb orosz uralkodót.

## I. Erzsébet
I. Péter halálát követően a bojárok több alkalommal megpróbálták visszaállítani a régi rendet. A birodalom rendjét Erzsébet (Jelizaveta Petrovna) uralkodása (1741–61) szilárdította meg. Uralkodásának első éveiben, az orosz–svéd háborúban, sikeresen elfoglalta Finnország egy részét.
1755-ben megalapította a Moszkvai Egyetemet. 
Meghódította Königsberget (ma: Kalinyingrád), és Poroszország egyes részeit. Katonai és politikai sikereinek csúcsát 1760-ban Berlin elfoglalása jelentette.

## II. (Nagy) Katalin

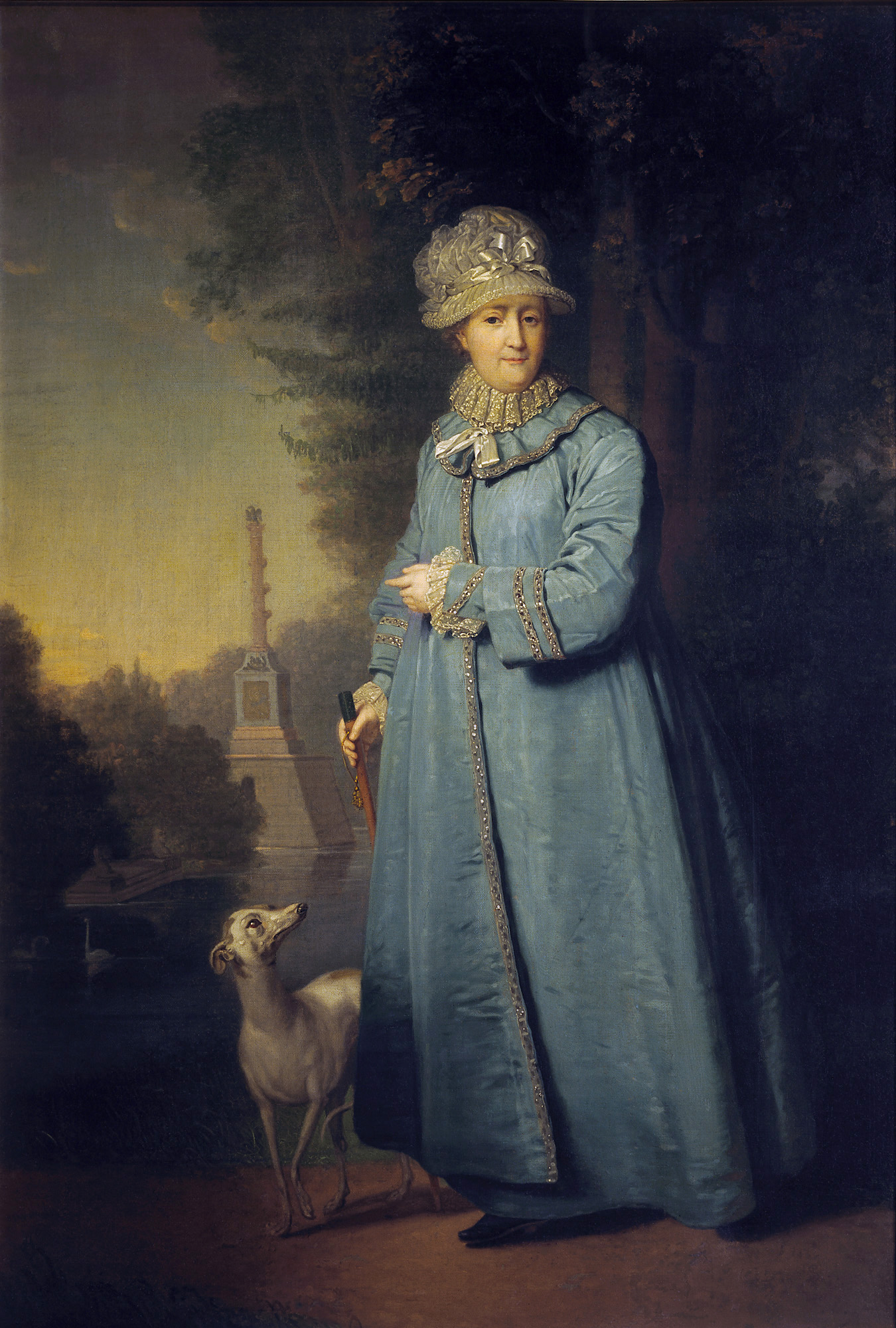
II. (Nagy) Katalin, V. L. Borovikovszkij, Tretyjakov képtár, Moszkva

I. Erzsébetet unokaöccse, III. Péter, majd hamarosan annak felesége, II. (Nagy) Katalin, született: Sophie Augusta Fredericka von Anhalt-Zerbst hercegnő, követte a cári trónon. Nagy Katalin uralkodását szokás Oroszország aranykorának nevezni. Uralkodása idejére esett Lengyelország harmadik felosztása. A harmadik felosztás eredményeként Nagy Katalin Lengyelország jelentős részét az Orosz Birodalomhoz csatolta. Sikeres háborúkat folytatott a török ellen. Visszaszerezte Azovot, elfoglalta a Krím félszigetet, és kijáratot teremtett Oroszország részére a Fekete-tengerhez. Elfoglalta Alaszkát.
Nagy Katalin felvilágosodott uralkodónak tekintette magát, közvetlen levelezést folytatott Diderot-val és Voltaire-rel. Bevezette Oroszországban a papírpénzt.

## Napóleoni háborúk
1812-ben I. Napóleon francia császár megtámadta Oroszországot. 1812. szeptember 7-én, a borogyinói csata után elfoglalta Moszkvát. Azonban a felégetett, üres várost az orosz télben (Az "orosz tél" jelen esetben egy téves állítás. Szeptember 14-én – még nyáron, a nyár végén – foglalta el Napóleon Moszkvát. December 14-én Napóleon megmaradt seregéből már senki nem tartózkodott Oroszország területén), utánpótlás híján kénytelen volt feladni. Visszavonulása során szinte a teljes francia sereg (Grande Armée) megsemmisült. A Napóleont üldöző orosz haderő megszállta a Varsói Hercegséget. Napóleon végső bukása után, 1815-ben a bécsi kongresszus Lengyelország területének zömét az Orosz Birodalom védnöksége alá helyezte, itt megalakult a névleg autonóm Kongresszusi Lengyel Királyság, perszonálunióban Oroszországgal.

## A birodalom hanyatlása

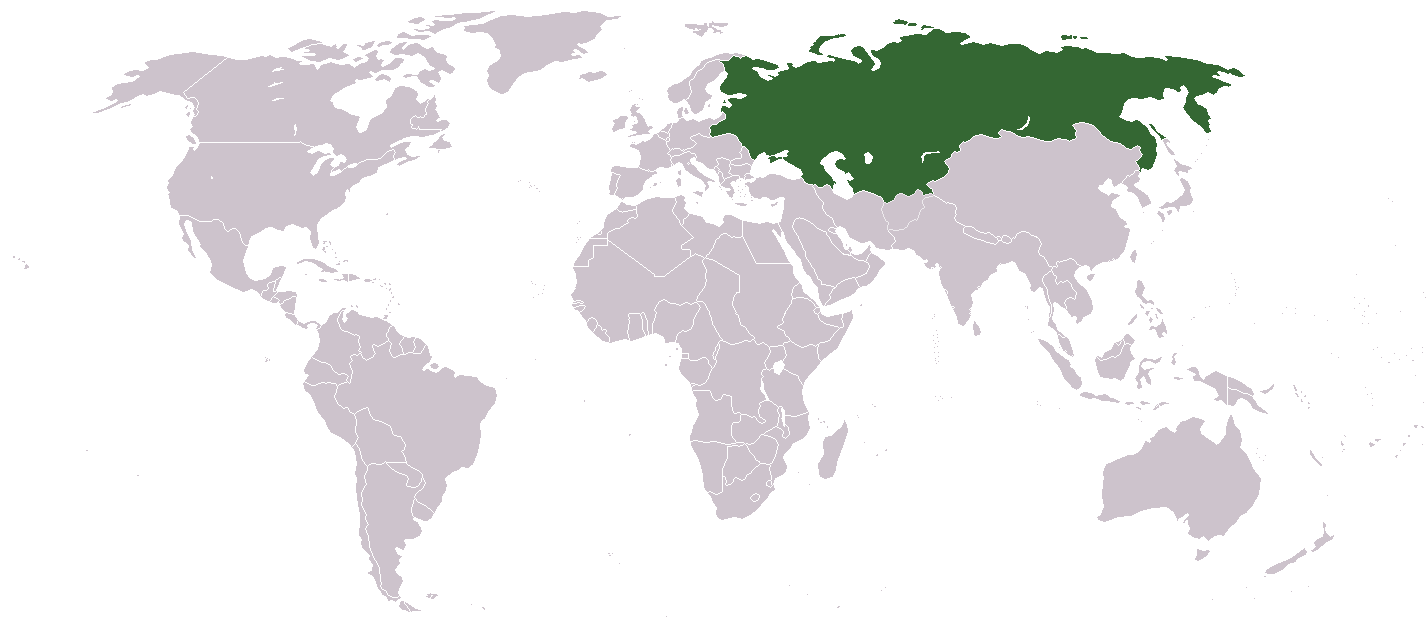
Az Orosz Birodalom legnagyobb kiterjedése idején, 1914-ben

1825 decemberében, I. Miklós imperátorrá koronázásakor kitört dekabrista felkelés az önkényuralom elleni elégedetlenség és egyben a birodalom gyengülésének első jele volt. 1830-ban Lengyelországban függetlenségi felkelés tört ki, ezt katonai erővel leverték.
1849-ben Ferenc József osztrák császár a cártól kért segítséget a magyar forradalmi haderő ellen. I. Miklós intervenciós csapatai fegyverletételre kényszerítették a felkelő csapatokat, a nyomukban bevonuló osztrákok helyreállíthatták a Habsburg-ház uralmát.
1853-ban Oroszország megpróbálta megszerezni a Boszporuszt és a Dardanellákat. A török segítségére sietett Nagy-Britannia és Franciaország. Kitört a krími háború. 

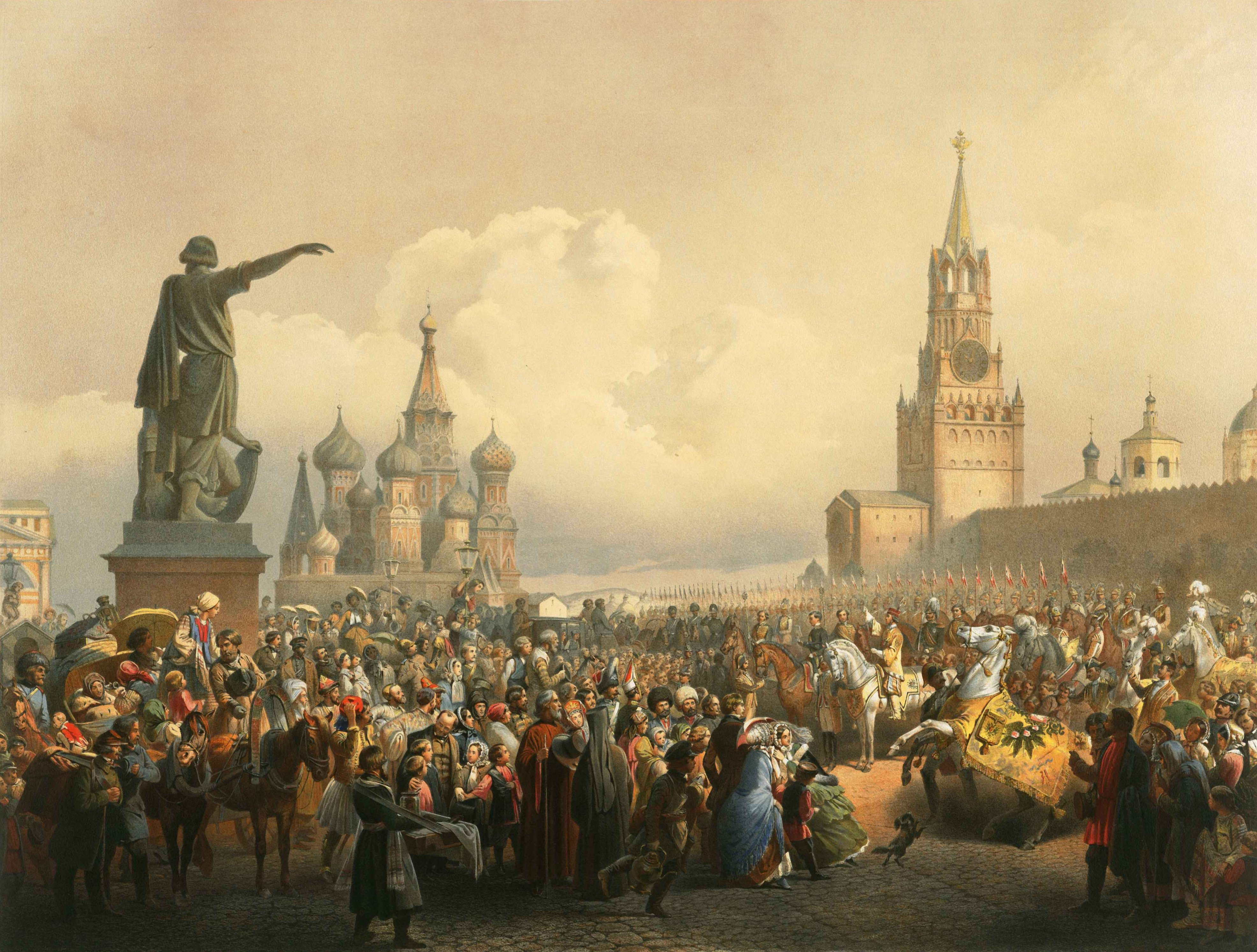
II. Sándor orosz cár koronázási kiáltványa a moszkvai Vörös téren (1856)

A brit és francia flotta a Balti-tengeren is támadást indított Oroszország ellen, itt sikertelenül. Az osztrák császár, bár le volt kötelezve a cárnak, nem nyújtott segítséget. A krími háború Oroszország vereségével ért véget. Ez a vereség II. Sándort katonai és politikai reformokra kényszerítette. Az uralkodó 1861-ben eltörölte a jobbágyság intézményét. 1863-ban Lengyelországban újabb felkelés tört ki, ennek leverése után teljesen felszámolták a lengyel autonómiát, és Visztula tartomány néven betagolták a Birodalomba.
Az elodázhatatlan reformok megtétele Oroszország gyors fejlődéséhez vezetett. Megkezdődött az ország iparosítása. Azonban az ipari fejlődés nagyon egyenetlen volt: míg Moszkva, Szentpétervár, Varsó, Riga vagy a Donyec-medence iparosodása rendkívül gyors volt, addig az ország más területein nőtt az elmaradottság. A hatalmasra duzzadt ipari központokban megjelent a munkásosztály, pártok alakultak. Eközben vidéken az elmaradott viszonyok miatt nőtt az elégedetlenség.
1904–1905-ben Oroszország sikertelen háborút vívott Japánnal. A katonai vereség, a leromlott gazdasági helyzet és éhínség nyomán Szentpétervárott kitört az 1905-ös orosz forradalom, amelyet csak véres tömegmészárlás, majd politikai engedmények (parlament felállítása) után sikerült lecsillapítani.

## Az első világháború és a februári forradalom
1907-ben az Orosz Birodalom csatlakozott a brit–francia katonai szövetséghez, az Antanthoz. 1914-ben kitört az első világháború. Bár a háborús események az antant haderőinek győzelmét vetítették előre, a belső elégedetlenség miatt 1917. február 23-án Petrográdban kitört a februári forradalom. II. Miklós kénytelen volt átalakítani kormányát, létrejött az ideiglenes kormány (az Állami Duma Ideiglenes Bizottsága) és ez 1917. szeptember 1-jén kikiáltotta a köztársaságot.